# This Is England
This Is England es una película británica de 2006 escrita y dirigida por Shane Meadows, que escribió el guion basándose en sus propias experiencias. Es un drama centrado en un grupo de jóvenes skinheads de principios de los ochenta. Refleja como el movimiento skinhead original fue adoptado por organizaciones asociadas al nacionalismo blanco, lo que provocó la división de la escena skinhead.
El largometraje se estrenó el 12 de septiembre de 2006 en el Festival Internacional de Cine de Toronto. Fue galardonado con el BAFTA a la mejor película británica y el Guldbagge a la mejor película extranjera, entre otros premios.

## Sinopsis
Esta película ambientada en la Inglaterra de 1982, época de la Guerra de las Malvinas, muestra a un joven de 11 años llamado Shaun (Thomas Turgoose) que después de perder a su padre en la guerra cambia de ciudad. 
El chico no se adapta a esta nueva ciudad. Al principio de la película, pelea con otro alumno de su colegio después de que hizo comentarios despectivos sobre su ropa (los pantalones) y por hacer un chiste sobre la muerte de su padre. Shaun después conoce a una banda de jóvenes skinheads encabezada por Woody (Joe Gilgun), que el día de dicha pelea le intenta subir el ánimo, hasta que acaba integrado a ellos. Influido por ellos, se rapa el pelo y lleva una estética skinhead como sus nuevos amigos. 
Semanas después aparece Combo (Stephen Graham), un antiguo miembro de la banda, que después de tres años de cárcel se presenta con ideas nacionalistas. A partir de ahí, la banda se divide entre los miembros que mantienen sus ideales y los que siguen el nuevo tipo de ideología racista que Combo quiere integrar. Shaun, convencido por las palabras de Combo, que le manipula constantemente utilizando la muerte de su padre, decide afiliarse con él y su grupo racista para “luchar por el orgullo de su padre” (palabras de Combo). Finalmente, Combo deja muy malherido a puñetazos a Milky (Andrew Shim), un amigo negro de Shaun (que conoce por medio del primer grupo skinhead) y de esta manera Shaun se da cuenta de la clase de persona que es Combo. El mismo Combo aparece arrepentido minutos después de dejar inconsciente a Milky a puñetazos.

## Reparto
- Thomas Turgoose como Shaun Field.
- Stephen Graham como Andrew Combo Gascoigne.
- Joe Gilgun como Richard Woody Woodford.
- Andrew Shim como Milky.
- Vicky McClure como Frances Lol Jenkins.
- Rosamund Hanson como Michelle Smell.
- Andrew Ellis como Gary Gadget.
- Jack O'Connell como Pukey Nicholls.
- Kieran Hardcastle como Kes.
- Sophie Ellerby como Pob.
- Perry Benson como Meggy.
- George Newton como Banjo.
- Kriss Dosanjh como Mr. Sandhu.
- Jo Hartley como Cynthia.
- Michael Socha como Harvey.
- Danielle Watson
- Frank Harper como Lenny.
- Chanel Cresswell como Kelly.
- Danielle Watson como Trev.
- Hannah Walters como la asistente de la tienda.
- Dave Laws como Mr. Dudley.
- Ian Smith como un profesor.
- Dave Blant como un profesor.
- Matthew Blamires como un niño que se burla.
- James Burrows como un niño que se burla.
- Harpal Hayer como un niño futbolista.
- Terry Haywood como un niño futbolista.
- Nimesh Jani como un niño futbolista.
- David Claridge como Roland Rat.
- Duran Duran como él mismo.
- Simon Le Bon como él mismo.
- Carlos de Gales como él mismo.
- Diana de Gales como ella misma.
- Ronald Reagan como él mismo.
- Robert Stone.
- Margaret Thatcher como ella misma.

## Recibimiento
En enero de 2008, en Rotten Tomatoes el 93% de los críticos (de 82 reseñas) calificaron la película de forma positiva. Metacritic indicó que la película tenía un puntaje de 86 sobre 100, basado en 23 reseñas. Esto la hizo la décima película con mejor crítica del año. This Is England formó parte de varias listas "top 10" de críticos en 2007; fue tercera en la lista de David Ansen de Newsweek, séptima en la lista de Marc Mohan de The Oregonian y novena en la de Kevin Crust de Los Angeles Times. En Gran Bretaña, el director Gillies Mackinnon la nombró la mejor película del año y David M. Thompson, crítico y cineasta, la nombró tercera. Ocupó el puesto número 14 en la lista de mejores películas del año 2007 de The Guardian y el número 15 en la de Empire.
La película ganó el premio Alexander Korda como mejor película británica en los premios BAFTA 2007. También ganó en la categoría de mejor película en los British Independent Film Awards, y Thomas Turgoose se llevó el premio al mejor actor nuevo.

## Serie de televisión
En 2010 se estrenó la serie de televisión secuela de la película bajo el título de This Is England '86, ambientada tres años más tarde y con los mismos personajes. Posteriormente, la saga continuaría con This Is England '88 (2011) y This Is England '90 (2015).

## Curiosidades
- Gran parte de la película fue rodada en el área del St. Anne de Nottingham con una sección en la que salían algunas casas abandonadas que eran filmadas en el exterior justo de la base aérea del neutonio anterior de la Royal Air Force de Bingham, Nottinghamshire.

- La película fue proyectada en varios festivales internacionales, incluyendo el de Londres, y entonces el permiso especial fue concedido para que fuera proyectada en el teatro de la película de Whitgift de Grimsby.

- La película fue calificada como “Mayores de 18 años” por el BBFC debido a su lenguaje soez e incidencia racista de la violencia. Sin embargo, algunas ciudades tales como Bristol, Camden y Westminster han elegido no acatar esto, sintiendo que la película debe alcanzar sus audiencias de adolescentes con el fin de cambiar sus percepciones.

- La película fue dedicada a la madre de Turgoose, que murió el 29 de diciembre de 2005, antes de que ella tuviera ocasión de ver la película.

- Thomas Turgoose no conocía nada del movimiento skinhead.

- El actor que interpreta a Combo (Stephen Graham), que hace de skinhead racista, es de abuelo negro, aunque sea difícil de adivinar por sus rasgos.

- La música que se puede escuchar en la película es del grupo jamaicano Toots & The Maytals y de los grupos ingleses The Specials y UK Subs.

- La película se estrenó en los cines españoles el 4 de enero de 2008, justo un día después de su estreno en DVD en Inglaterra.

## Premios
| Año  | Premio                          | Categoría                       | Receptor(es)                             | Resultado |
| ---- | ------------------------------- | ------------------------------- | ---------------------------------------- | --------- |
| 2006 | British Independent Film Awards | Mejor película                  |                                          | Ganadora  |
| 2006 | British Independent Film Awards | Mejor director                  | Shane Meadows                            | Nominado  |
| 2006 | British Independent Film Awards | Mejor guion                     | Shane Meadows                            | Nominado  |
| 2006 | British Independent Film Awards | Mejor actor o actriz de reparto | Joseph Gilgun                            | Nominado  |
| 2006 | British Independent Film Awards | Mejor actor o actriz de reparto | Stephen Graham                           | Nominado  |
| 2006 | British Independent Film Awards | Recién llegado más prometedor   | Thomas Turgoose                          | Ganador   |
| 2006 | British Independent Film Awards | Mayor logro técnico             | Ludovico Einaudi (banda sonora original) | Nominado  |
| 2007 | Premios Guldbagge               | Mejor película extranjera       |                                          | Ganadora  |
| 2008 | Premios BAFTA                   | Mejor película británica        |                                          | Ganadora  |
| 2008 | Premios BAFTA                   | Mejor guion original            | Shane Meadows                            | Nominada  |